# 金奉珍
金奉珍（Kim Bong-jin，1990年7月18日—），生於南韓首爾，南韓足球運動員，司職中堅，現時效力泰甲球會洛坤聯。

## 早年生活
金奉珍生於南韓首爾，起初在求學時期，由於老師見他跑得快便找他練短跑，那時他在200和800米短跑以及跳高的校際賽獲獎無數，直至約11歲時，他在校內足球賽事的表現吸引了球會青年軍球探邀請，雖然他在中學時代與同齡球員相比起來，不夠高及強壯，但因為他跑得快，所以在球隊穩佔左翼位置正選，不過隨着年紀漸長，18歲的金奉珍自覺速度的優勢跟其他球員差距愈來愈少，便主動向教練要求轉型防守球員。

## 球會生涯
不過金奉珍離開青年軍後，只得1米8身高使他在教練心中不是首選中堅，而他於2013年離開大學隊加盟韓職球會江原FC展開職業生涯，可是發展並不如意，往後轉會到仁川聯及慶南FC，同樣不受重用，被安排擔任不擅長的防守中場位置，加上當地長尊幼卑的文化在球壇極為盛行，作為後輩只能奉承他們，結果金奉珍與隊內一名年長9年的球員起衝突，對方相安無事，但他卻遭罰款並流放到預備組3個月。
這些事情使他有外闖的諗頭，在2016年初曾到泰國試腳，結果在傷患困擾下，他有意放棄當職業球員，此時他卻被經紀介紹隨港超聯球會傑志試腳，又於8月獲傑志邀請隨球會在南韓集訓，直到同年8月12日傑志宣佈與金奉珍簽約二年，並在2016/17球季的首場港超賽事，正選登場兼協助傑志以3–1擊敗冠忠南區，而他開季後亦迅速站穩正選中堅的位置。
到2017年1月，金奉珍入選出戰亞冠盃外圍賽的四名外援名單中，並在2月7日作客祖家球會蔚山現代的亞冠盃外圍賽第3圈賽事，雖然於上半場已經受傷，但他仍是忍著痛繼續撐下去，更於47分鐘接應罰球頂入加盟球會以來的首個入球，並追成1–1，亦令兩隊在法定時間90分鐘再無紀錄，最終傑志互射12碼以3–4僅負出局，無緣創造歷史晉級亞冠盃分組賽，而賽後金奉珍因傷須即送院檢查並需延遲歸隊，到球季尾，金奉珍協助傑志重奪港超聯冠軍兼奪得2018年亞冠盃分組賽資格，而球季完結後他更首度入選香港足球明星選舉的最佳十一人。到2018年1月，金奉珍爭贏同鄉金東進獲傑志列入首度出戰亞冠盃分組賽的四名註冊外援名單。
2019年1月，金奉珍轉投越南足球超级联赛球會嘉莱黄英。
2021年1月，金奉珍加盟韓職球會光州FC。

## 榮譽
傑志
- 香港高級組銀牌冠軍（2016–17季度）
- 香港超級聯賽冠軍（2016–17季度、2017–18季度）
- 香港足總盃冠軍（2016–17、2017–18季度）
- 香港菁英盃冠軍（2017–18季度）

個人
- 香港足球明星選舉 最佳十一人（2016–17季度及2017-18季度）

## 外部連結
- 香港足球總會網頁球員註冊資料 （页面存档备份，存于）